# Douré (Gourcy)
Pour les articles homonymes, voir Douré.
Ne doit pas être confondu avec Kèra-Douré.
Douré est une commune rurale située dans le département de Gourcy de la province du Zondoma dans la région Nord au Burkina Faso.

## Géographie
Douré se trouve à environ 8 km au nord est du centre de Gourcy, le chef-lieu du département, et de la route nationale 2. Le village forme avec Minima une sorte de conurbation souvent désignée sous le vocable de Minima-Douré,.

## Histoire
Le village s'est fortement développé au tournant des années 2000 avec la construction d'un barrage en remblai, et l'investissement dans les infrastructures des communes proches de Minima et Douré. En 2018, le projet national d'« éco-électrification dynamique » est lancé à Minima par le ministre Simon Compaoré avec la construction de la première des douze petites centrales solaires photovoltaïaques pour l'électrification de la région, porté par la Société d’infrastructures collectives (SINCO) et financé pour plus de la moitié par l'Union européenne.

## Économie
Avec le développement de la zone Minima–Douré, l'économie du village a profité de l'expansion des échanges commerciaux régionaux qui se tiennent au marché de Minima, l'un des plus importants de la région.

## Santé et éducation
Le centre de soins le plus proche de Douré est le centre de santé et de promotion sociale (CSPS) de Minima tandis que le centre médical (CM) de la province se trouve à Gourcy.
Douré possède une école primaire tandis que le collège d'enseignement général (CEG) se trouve à Minima,.